# 스리랑카 슈퍼리그
스리랑카 슈퍼리그(싱할라어: ශ්‍රී ලංකා ප්‍රිමියර් ලීග්, 타밀어: இலங்கை சூப்பர் லீக்)는 스리랑카의 축구 최상위 리그로 리그에는 10개 클럽이 속해 있으며 토너먼트의 각 시즌은 일반적으로 4월부터 9월까지 진행된다.
틀:스리랑카 슈퍼리그